# Gewone eikenkokermot
De gewone eikenkokermot (Coleophora lutipennella) is een vlinder uit de familie kokermotten (Coleophoridae). De wetenschappelijke naam is voor het eerst geldig gepubliceerd in 1838 door Zeller.
De soort komt voor in Europa.